# 日本の神学校一覧
日本の神学校一覧（にほんのしんがっこういちらん）は、日本に存在するキリスト教神学校の一覧。

## カトリック教会

### 大学・大学院
- 上智大学神学部（イエズス会）
- 南山大学人文学部キリスト教学科（神言会）

### 司教区・修道会・宣教会による設置
- 日本カトリック神学院（日本カトリック司教団）[1]
- 聖アントニオ神学院（フランシスコ会）
- 神言神学院　（神言会）
- 国際宣教神学院（日本のためのレデンプトーリス・マーテル神学院）（新求道共同体）
- 長崎カトリック神学院 （日本カトリック司教団）

### 生涯学習・公開講座
- 上智大学公開講座ソフィア・コミュニティ・カレッジ [2]

## プロテスタント

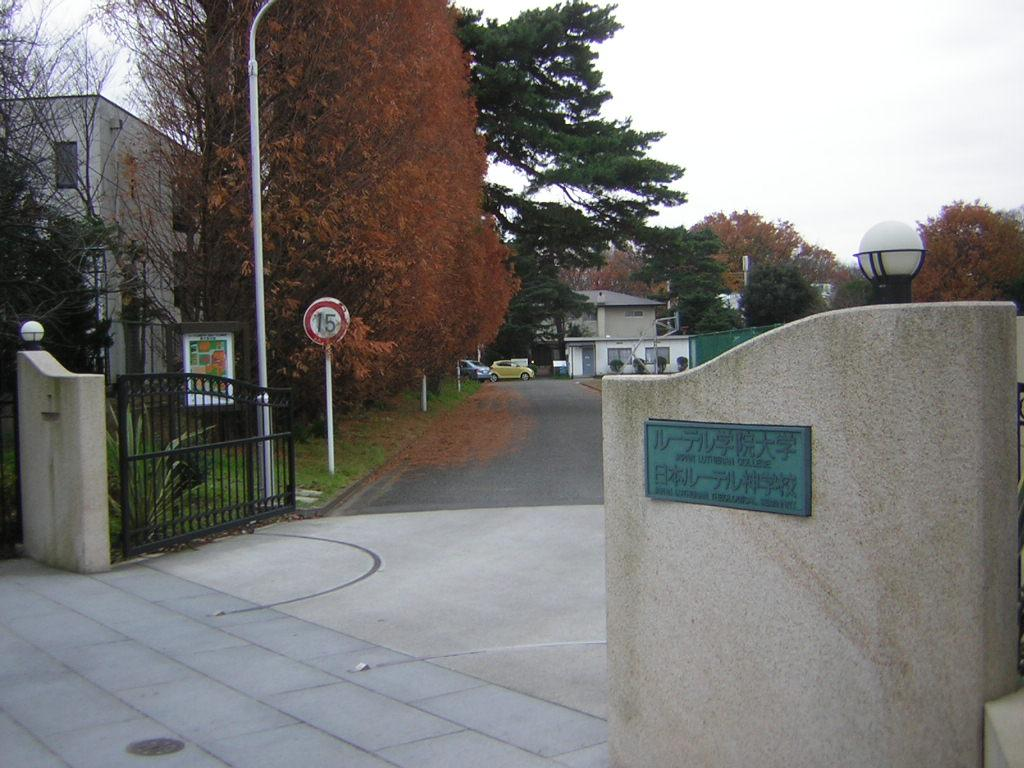
ルーテル学院大学・日本ルーテル神学校（東京都三鷹市）

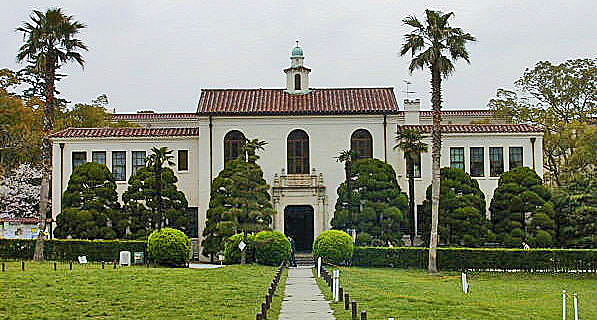
関西学院大学・神学部・西宮上ヶ原キャンパス（兵庫県西宮市）

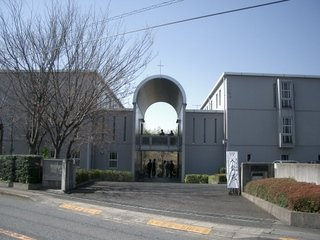
聖書宣教会・神学舎（東京都羽村市）

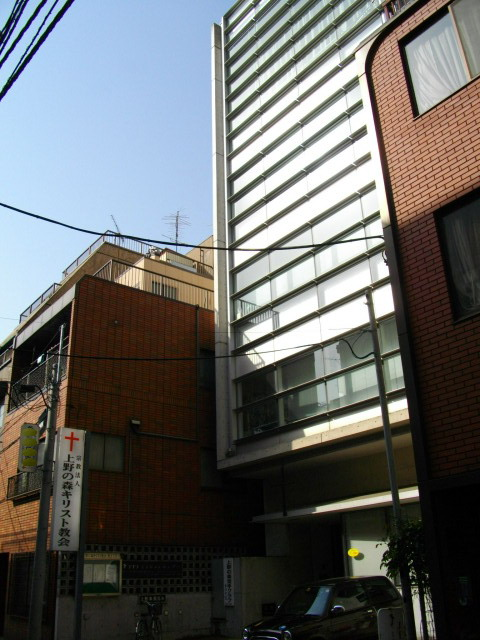
JTJ宣教神学校，JTJミッションセンター（東京都台東区）

### 大学・大学院
- 東京神学大学神学部（日本基督教団立神学校）
- 同志社大学神学部（日本基督教団認可神学校）
- 関西学院大学神学部（日本基督教団認可神学校）
- 東北学院大学文学部総合人文学科（日本基督教団認可神学校ではないが、卒業生は教師検定試験でBコースによる受験が可能）[3]
- 西南学院大学神学部（日本バプテスト連盟）
- 東京基督教大学神学部（日本同盟基督教団など福音主義超教派）
- ルーテル学院大学（日本福音ルーテル教会、日本ルーテル教団） - 同キャンパス内に日本ルーテル神学校を併設
- 立教大学文学部キリスト教学科・大学院キリスト教学研究科（日本聖公会、聖職者養成は聖公会神学院が行っている）

### 専門学校
- 三育学院カレッジ神学科　（セブンスデー・アドベンチスト教会）

### 文部科学省所管外の大学・大学院大学
- カリフォルニア神学大学院・日本校
- ルイジアナバプテスト大学・日本校
- フルゴスペル神学大学
- アジア神学大学院・日本校
- U.S.I.神学大学・大学院・日本校
- カーネル神学校＝USAカーネル大学ジャパンキャンパス
- アジア・グラデュエート・スクール・オブ・セオロジー (東京聖書学院内，神戸ルーテル神学校内)　[アジア神学協会 (ATA) 認定校]

### 各種学校等
- キリスト聖書学園キリスト聖書神学校　（超教派）
- 北海道聖書学院　（北海道福音伝道会,福音主義超教派）
- CFNJ聖書学院　（ペンテコステ系，超教派）
- 仙台バプテスト神学校〔宗教法人バプテスト聖書宣教会〕
- ルーテル同胞聖書神学校　（日本ルーテル同胞教団）
- 拡大宣教学院　（イエス・キリスト福音の群，東北中央教会，超教派）
- 日本ナザレン神学校　（日本ナザレン教団，福音派）
- 東京中央神学院　（東京中央教会，超教派）
- JTJ宣教神学校 （福音主義超教派）
- ウェスレアン・ホーリネス神学院　（ウェスレアン・ホーリネス教団）
- 聖契神学校　（日本聖契キリスト教団，福音主義超教派）[アジア神学協議会（ATA）準加盟校]
- 日本ルーテル神学校　（日本福音ルーテル教会、日本ルーテル教団）
- 日本キリスト教会神学校　（日本キリスト教会）
- 東京聖書学院　（日本ホーリネス教団）[アジア神学協会 (ATA) 認定校]
- 宗教法人聖書宣教会・聖書神学舎 （福音主義超教派）
- 中央聖書神学校　（日本アッセンブリーズ・オブ・ゴッド教団）[アジア神学協会 (ATA) 認定校]
- JES日本福音学校　（福音派）
- 東京キリスト合同神学院　（日本キリスト合同教会）
- 東京神学校 （聖書キリスト教会、福音派）
- 東京バプテスト神学校　（日本バプテスト連盟）
- 日本聖書神学校〔学校法人聖経学園〕（日本基督教団認可神学校）
- 農村伝道神学校〔学校法人鶴川学院〕（日本基督教団認可神学校）
- 中央日本聖書学院　（福音伝道教団）
- 国際福音神学校　（ホサナ福音キリスト教会，超教派）
- EMC神学校　（地の果て宣教教会連合、東京地の果て宣教教会）
- アンテオケ教会成長神学校（東京のぞみ教会、韓国アンテオケ教会、カリスマ諸派）通学制とDVD通信制
- 活水聖書学院　（キリスト伝道隊・活水の群）
- 基督兄弟団聖書学院　（基督兄弟団、ホーリネス諸派）
- イムマヌエル聖宣神学院　（イムマヌエル綜合伝道団、福音派）
- ISOA国際使徒学校，ワグナー・リーダーシップ・インスティテュート日本校　（AMENネットワーク，カリスマ系諸派）
- リバイバル聖書神学校　（全日本リバイバルミッション、超教派）
- ERM聖書学校　（恵那レーマミニストリー、カリスマ系諸派）
- 新潟聖書学院〔学校法人新潟聖書学園〕（福音主義超教派）
- 東海聖書神学塾　（福音主義超教派）
- OBSキリスト聖書神学校　（福音主義超教派）
- アジア教会成長神学院 （日本フルゴスペル教団）
- 福音聖書神学校　（日本メノナイト・ブレザレン教団）
- OBS大阪聖書学院 　（キリストの教会 (有楽器派)）
- ユニオン神学校　（CCUJ日本キリスト教会連合，U.S.I.神学大学・日本校，超教派）
- 神戸ルーテル神学校　（西日本福音ルーテル教会、近畿ルーテル教会、ノルウェールーテル伝道会）[アジア神学協会 (ATA) 認定校]
- 神戸ルーテル聖書学院　（西日本福音ルーテル教会、近畿ルーテル教会、ノルウェールーテル伝道会）
- 神戸改革派神学校　（日本基督改革派教会）
- 改革派神学研修所　（日本基督改革派教会）
- 日本長老会神学大学・大学院 （長老派、イエス教長老会）
- 関西聖書神学校　（ホーリネス系超教派）
- 生駒聖書学院 （日本ペンテコステ教団）
- 関西聖書学院（日本福音教会 (JEC)、単立ペンテコステ教会フェローシップ (TPKF)、ベタニヤ・クリスチャン・アッセンブリーズ、ジャパン・ベサニー・ミッション）
- 日本アライアンス神学校　（日本アライアンス教団）
- アンテオケ国際宣教神学校・神学院　（ワールドミッション教団、ペンテコステ諸派）
- アンデレ宣教神学院　（日本福音宣教会、ペンテコステ系福音主義超教派）
- 西日本宣教学院　（福音主義超教派）
- FUKUOKA国際宣教神学校・神学院
- 九州バプテスト神学校（日本バプテスト連盟）
- 沖縄聖書神学校　（福音主義超教派）
- 沖縄実践神学校　（ペンテコステ系超教派）
- ワールドハーベスト神学校　（ペンテコステ系超教派）
- ハーベスト聖書塾 （超教派）
- エマオ聖書通信教授所（プリマス・ブレザレン、会衆派）

- JTJ宣教神学校 （福音主義超教派）
- 聖契神学校　（日本聖契キリスト教団、超教派）
- 東京バプテスト神学校
- 九州バプテスト神学校
- アンデレ宣教神学院
- 沖縄実践神学校
- リバイバル聖書神学校（超教派、閉校）

- JTJ宣教神学校・インターネットコース、DVDコース
- CFNJ聖書学院・通信講座
- 仙台バプテスト神学校・C-BTEネットワーク
- 東京神学校・インターネット科
- 中央聖書神学校 ・i-class通信科
- 東京聖書学院・信徒コース
- 関西聖書学院・編入コース、生涯学習コース
- 生駒聖書学院・通信科
- 大阪聖書学院・特別研修科
- 福音聖書神学校・信徒説教者課程
- ERM聖書学校
- 東京バプテスト神学校
- 九州バプテスト神学校
- 神戸ルーテル神学校　[アジア神学協会 (ATA) 認定校]・通信講座
- アンデレ宣教神学院・通信講座
- The Light of Eternal Agape神学校（旧主の十字架神学校、The Light of Eternal Agape、旧主の十字架クリスチャン・センター）
- 無教会研修所
- CCCキリスト教カウンセリングセンター・通信講座

- 宣教師訓練センター(MTC)（個人による設立[4]＝奥山実 師）

- 東京聖書学校（ホーリネスの群、日本基督教団認可神学校）
- 東京聖書学院（日本ホーリネス教団）
- 救世軍士官学校（救世軍）
- 勝利聖書学院・勝利聖書神学校（勝利教会）
- ロゴス神学院（聖イエス会）
- The Light of Eternal Agape神学校（旧主の十字架神学校、The Light of Eternal Agape、旧主の十字架クリスチャン・センター）
- 日本バプテスト神学校　（日本バプテスト同盟）
- カルバリー聖書学院 （カルバリー・チャペル）
- 弟子訓練神学校　（仙台ラブリ聖書教会）
- ルーテル福音キリスト教会〔茨城県土浦市LECCセンター内に開講〕　（ルーテル福音キリスト教会）
- 中央聖書神学校（日本アッセンブリーズ・オブ・ゴッド教団）　[アジア神学協会 (ATA) 認定校]
- 復活之キリスト完徳学院 （復活之キリスト教団）

- 教会音楽家養成学校・ワーシップジャパン（個人による設立[5]＝ ジョシュア佐佐木 師）
- キリスト教音楽院（旧称・キリスト教音楽学校）〈オルガン科，ピアノ科，ハンドベル科〉
- 東京バプテスト神学校・教会音楽本科
- 聖書神学舎・聖書科 教会音楽専攻
- 東京基督教大学教会音楽専攻科

- 東京神学大学公開夜間神学講座
- 仙台バプテスト神学校・基礎コース
- OBIお茶の水聖書学院　（お茶の水クリスチャンセンター・福音派）
- 東海聖書神学塾
- JTJ宣教神学校・生涯学習コース、1年コース
- リバイバル聖書神学校・信徒向け1 - 2年コース
- 東京聖書学院・信徒コース
- 神戸ルーテル聖書学院
- 新潟聖書学院・聖書科
- 東京神学校・インターネット科、結婚・家庭学科
- 日本聖書神学校・神学基礎講座、他
- 聖契神学校・基礎科
- 希望聖書学院〔ホープ・バイブル・セミナリー〕 （東京希望キリスト教会、聖霊の第三の波）
- 東海聖書神学塾
- フェイス・オブ・ゴッド・バイブルスクール　（いのちの泉キリスト教会－スプリング・オブ・ライフ・クライストチャーチ、カリスマ諸派）
- 名古屋福音聖書学校　（神の家族キリスト教会、ペンテコステ諸派）
- 大阪聖書学院・DVD通信講座
- 関西聖書学院・聖書基礎コース
- 神戸聖書宣教学校（超教ブレザレン教会）
- 沖縄信徒伝道者学校(福音派系，超教派)
- 沖縄信徒聖書学校(福音派系，超教派)
- BBN聖書学院〈BBN Bible Institute〉[6][7]　（BBN聖書放送）
- 日本FEBC聖書通信講座TeaRoom
- 東京神学大学神学部神学科神学研修志望（日本基督教団）
- 農村伝道神学校神学専門信徒宣教者養成コース〔学校法人鶴川学院〕（日本基督教団）
- CCCキリスト教カウンセリングセンター
- ユース・ウィズ・ア・ミッション弟子訓練学校

- TLP=CIアジア神学校・預言学校　（クリスチャン・インターナショナル・アジア、カリスマ諸派）
- 聖公会神学院 〔学校法人・聖公会神学院〕
- ウイリアムス神学館 〔日本聖公会・京都教区〕

## 正教会
- 東京正教神学院

## その他

### バプテスト系諸派
- 日本バプテスト聖書神学校（日本バプテスト・バイブル・フェローシップ）[8]
- バプテスト女子聖書神学院（高槻聖書バプテスト教会・JBBF）
- 日本宣教バプテスト神学校（日本バプテスト連合）[9]
- 関西単立バプテスト神学校[10]　（日本単立バプテスト宣教協会，バプテスト諸派）
- 中日本聖書神学校（豊橋恵みバプテスト教会、単立バプテスト）
- ギデオン聖書学校（加古川バプテスト教会、単立バプテスト）

### 単立法人
- 日本聖書大学院（イエス之御霊教会教団）[11]
- ベン・エリヤ神学塾　（宗教法人キリスト公会，相模大野キリスト教会）

### 異端・カルト
- ブリガムヤング大学（末日聖徒イエス・キリスト教会(モルモン教会)）
- 学校法人鮮文学院・鮮文大学校、ブリッジポート大学、統一神学校（世界平和統一家庭連合、旧世界基督教統一神霊協会(統一協会)）
- 世界福音聖書神学校（聖神中央教会(聖神世界宣教会)）

## 廃止された神学校
日本には、古くは明治期に外国の宣教師らによって個人の資産で設立された私塾などが存在した。近代においては関東大震災による被災や第二次世界大戦中の戦時統合によって廃校に追い込まれたケース、戦後においては、合併や統合、さらに大学などへの昇格、新たな法人格への移行、また募集学生の減少などの理由により廃校となった神学校もいくつか存在した。

### 戦前

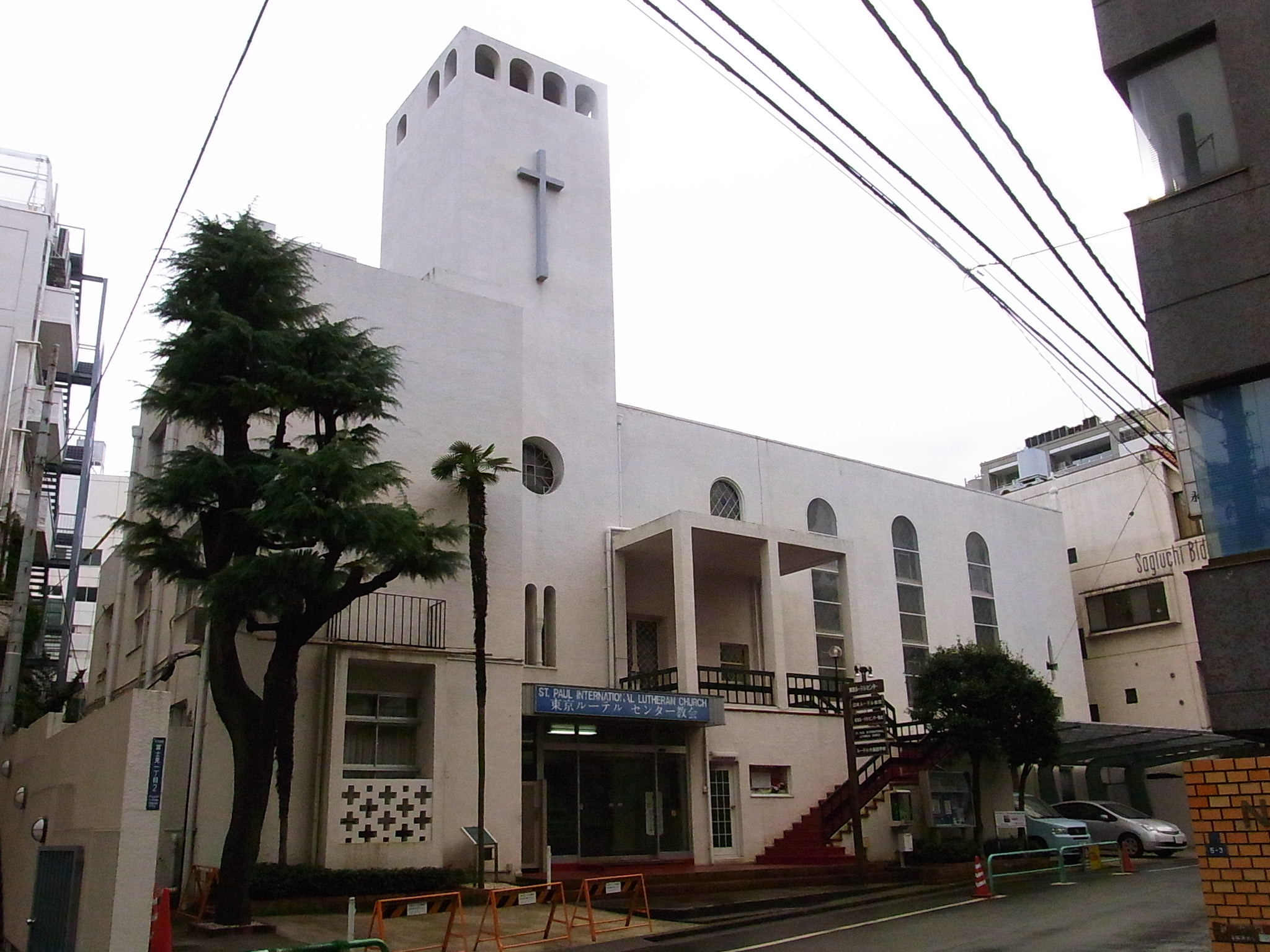
日本神学校校舎（現・東京ルーテルセンター教会）

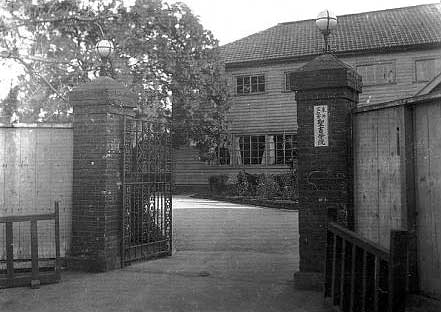
柏木聖書学院（東京都新宿区）

- ヘボン塾（1863年）→築地大学校（1880年）→東京一致英和学校（1883年）→1886年明治学院に統合
- バラ塾（1869年）→ブラウン塾（1873年）→東京一致神学校（1877年）→明治学院神学部（1887年）→1930年日本神学校に統合
- 東京神学社（1904年）→日本神学校（1930年）→1943年日本東部神学校に統合
- 美會神学校（1879年）→東京英和学校神学部（1882年）→青山学院神学部（1894年）→1943年日本東部神学校に統合
- 聖学院神学校（1903年）→1923年青山学院神学部に統合
- 仙台神学校（1886年）→東北学院神学部（1891年）→1937年日本神学校に統合
- 路帖神学校（1909年）→九州学院神学部（1911年）→日本ルーテル神学専門学校（1926年）→1943年日本東部神学校に統合
- 日本バプテスト神学校（初代、1910年）→関東学院神学部（1919年）→日本バプテスト神学校（2代目、1941年）→1943年日本東部神学校に統合
- 西南学院神学部（1921年）→日本バプテスト神学校（2代目、1941年）→1943年日本東部神学校に統合
- 同志社専門学校神学部（1922年）→1937年廃止[12]
- 関西学院神学部（1889年）→1943年日本西部神学校に統合
- 日本伝道隊聖書学校（1907年）→聖書学舎（1924年）→1943年日本西部神学校に統合
- 日本聖化神学校（1940年）→1943年日本西部神学校に統合
- 神戸神学校（1907年）→1927年中央神学校に統合→1942年廃止
- 大阪神学院（1920年）→1927年中央神学校に統合
- 中央福音伝道館（日本ホーリネス教会）
- 柏木聖書学院（日本ホーリネス教会）
- 聖教社神学校（日本聖公会、1911年聖公会神学院に統合）
- 東京三一神学校（日本聖公会、1911年聖公会神学院に統合）
- 大阪三一神学校（日本聖公会、1915年聖公会神学院に統合）
- 福岡神学校（日本聖公会、1934年廃止）
- 出島聖公会神学校（日本聖公会）
- 聖経女学校（1884年）→1923年日本女子神学院に統合
- 活水女学校神学部（1887年）→1923年日本女子神学院に統合
- 日本女子神学院（1923年）→1928年青山学院神学部女子部に統合
- 宮城学院聖書科（1900年）→1941年廃止
- 青山学院神学部女子部（1928年）→1943年日本女子神学校に統合
- 偕成伝道女学校（1881年）→共立女子神学校（1907年）→1943年日本女子神学校に統合
- 神戸伝道女学校（1880年）→神戸女子神学校（1908年）→聖和女子学院神学部（1941年）→1943年日本女子神学校に統合

### 戦時統合
- 日本東部神学校（1943年、青山学院神学部・日本バプテスト神学校・日本ルーテル神学専門学校・日本神学校・聖公会神学院・東亜神学校[13]・日本一致神学校[14]・東光学院の統合により設立。日本基督教神学専門学校を経て東京神学大学に移行）[15]
- 日本西部神学校（1943年、関西学院神学部・聖書学舎・日本聖化神学校の統合により設立。日本基督教神学専門学校を経て東京神学大学に移行）[15]
- 日本女子神学校（1943年、青山学院神学部女子部・共立女子神学校・東京聖経女学院[16]・聖和女子学院の統合により設立。日本基督教女子神学専門学校を経て東京神学大学に移行）[15]
- 日本基督教神学専門学校（1944年、日本東部神学校と日本西部神学校の統合により設立。今日の東京神学大学の直接の前身校[15]。

### 戦後

#### 大学・短期大学

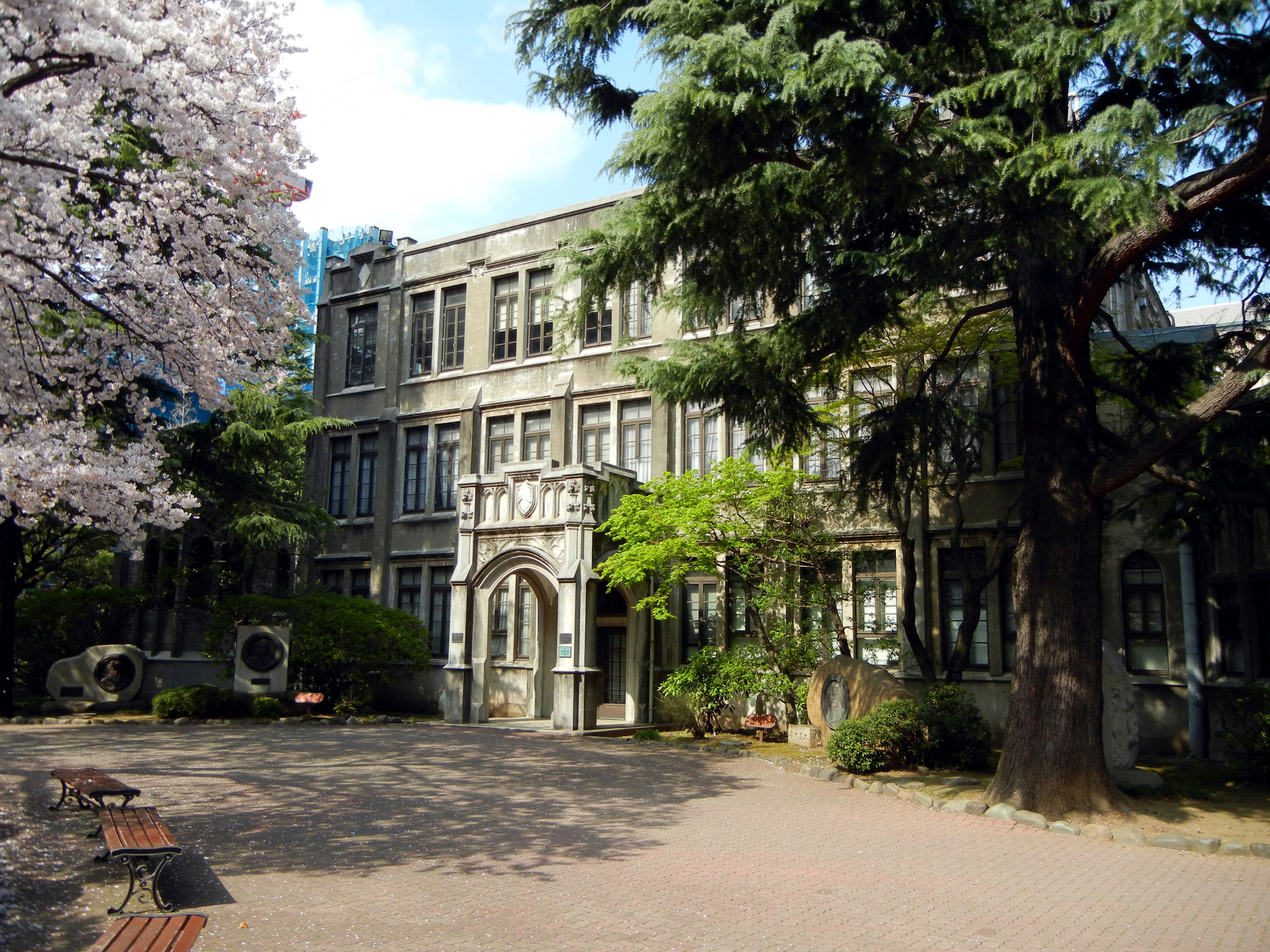
青山学院大学ベリーホール（旧神学部校舎）

- 青山学院大学文学部神学科（学生運動の拠点と化したため廃止された）[17]
- 関東学院大学神学部（学生運動の拠点と化したため廃止された）[18]
- 聖和大学人文学部キリスト教学科（旧教育学部キリスト教教育学科、キリスト教教育主事(教会学校教師など)を養成）[19]
- 茨城キリスト教大学文学部キリスト教学科（キリストの教会 (無楽器派) ）
- 東京キリスト教短期大学（東京キリスト教学園、福音諸派）
- 日本基督教短期大学キリスト教学科（日本ナザレン教団）
- 大阪キリスト教短期大学神学科、神学専攻科（日本フリーメソジスト教団、東京フリーメソジスト教会）
- 聖トマス大学 人間文化共生学部 人間文化学科 キリスト教文化コース （カトリック大阪大司教区）
- 四国学院短期大学・基督教科
- 沖縄キリスト教短期大学・キリスト教学科

#### 各種学校
- 東京神学塾（福音諸派）
- 共立女子聖書学院（東京キリスト教学園、福音諸派）
- 東京基督神学校（東京キリスト教学園、福音諸派、2012年に東京基督教大学に統合）
- 横浜聖書学校（日本チャーチ・オブ・ゴッド教団）
- 聖書図書通信聖書学校（保守バプテスト同盟）
- 川崎聖書学院（チャーチ・オブ・ゴッド）